# 興陽館
興陽館（こうようかん）は、東京都文京区西片に構える出版会社であり1976年12月創業。ただし、後述（沿革）のごとく印刷部門の起源は古く大正年間の1924年に遡る。所在地の一部は樋口一葉終焉の地であり記念碑がある。

## 概要
主に、図書の企画・出版・販売、Web、モバイルコンテンツの企画、写真集出版、TBSラジオの番組本を多く出している。

## 沿革
興陽館の起源は古く、大正13年（1924年）1月創立の印刷会社興陽社であり、現在も株式会社興陽社として登録されている。創業者の笹田誠一は、青年時代に小石川博文館の印刷工場（後の共同印刷）で修行し、後に独立して西片に興陽社を設立した。たまたま同地が樋口一葉の終焉の地だったので彼女の最初の文学碑を建てたのは笹田誠一である。
創業の業務は印刷業であり、その分野ではほぼ百年の歴史があるが、現在は出版業が主であり、そのほかに不動産部門もある。

## 主な出版物
一般書、文芸書、ノンフィクション、ビジネス、コミックなど幅広いジャンルの書籍を発行。
- 孤独がきみを強くする／岡本太郎
- 群れるな/寺山修司
- 秒で見抜くスナップ・ジャッジメント／メンタリストDAIGO
- 大人の語彙1000／斎藤孝
- 身辺整理わたしのやり方/曽野綾子
- 六十歳からの人生/曽野綾子
- うつを気楽にいやす本/斉藤茂太
- あした死んでもいい片づけ―家もスッキリ、心も軽くなる47の方法 ／ごんおばちゃま
- 99%の人が知らない死の秘密 ／山川紘矢(やまかわ こうや)×阿部敏郎（あべ としろう）
- 老いの冒険―人生でもっとも自由な時間の過ごし方 ／曽野綾子(その あやこ)
- マーフィー人生を変える奇跡の法則／植西聰（うえにし・あきら）
- 飯尾和樹の暮しの現実逃避手帖
- 幸せへのキセキ―動物園を買った家族の物語
- ゼロからはじめるスマートフォン集客術―7000万人のユーザーが顧客に変わる！
- 中古カメラの転売で月68万円稼ぐ！岩佐式ハイパービジネス超入門
- 子ザルのオトメ日記―お母さんはリラックマのぬいぐるみ(市川市動植物園)
- それでもフランチャイズを選びなさい―失敗しないための独立・起業77の法則
- 一柳良雄の志―脱官僚時代の今 官僚系オヤジ改造講座
- 衣服の構成 ジャケット・コート編／衣服の構成 ブラウス・ワンピース編／ファッション造形　スカート・パンツ編（女子美術大学）
- コサキンDEワァオ!
- サタデー大人天国! 宮川賢のパカパカ行進曲!!／CD
- 写真集
- CD-ROM
- CD
- DVD/VIDEO